# 8.ª División (Ejército Popular de la República)
La 8.ª División fue una de las divisiones del Ejército Popular de la República que se organizaron durante la guerra civil española sobre la base de las Brigadas Mixtas. Estuvo desplegada en el frente de Madrid.

## Historial
La unidad fue creada el 31 de diciembre de 1936, quedando formada por las brigadas mixtas 35.ª, 37.ª y 44.ª; la división fue asignada al Cuerpo de Ejército de Madrid, cubriendo el sector que iba desde Valdemorillo a El Pardo. 
La 8.ª División tenía su cuartel general situado en El Pardo.
En marzo de 1939 la 8.ª División, con su comandante Guillermo Ascanio a la cabeza, se posicionó en contra del golpe de Casado y reaccionó ocupando posiciones clave en Madrid. La mañana del 6 de marzo fuerzas de la división atacaron los Nuevos Ministerios, defendidos por la 112.ª Brigada de la 65.ª División —fiel a Casado—, logrando hacerse con el control del complejo. Al mediodía otras brigadas de la 8.ª División procedentes de la sierra ocuparon Chamartín y a media tarde se hicieron con la Ciudad Lineal, donde se encontraba el Estado Mayor del II Cuerpo de Ejército, —lo que obligó a su comandante, el coronel Emilio Bueno y Núñez de Prado, se sumarse al contragolpe anticasadista—. Por la noche también lograrían conquistar la posición «Jaca», sede del Estado Mayor del Ejército del Centro. Al día siguiente otras fuerzas se unieron en apoyo de Ascanio.
Tras el final de los combates Ascanio sería destituido y encarcelado por las fuerzas casadistas, siendo sustituido por el mayor de milicias Antonio Contreras.

## Mandos
Comandantes
- comandante de infantería Eduardo Cuevas de la Peña;[4]
- teniente coronel de infantería Julián Fernández-Cavada;[5]
- teniente coronel de carabineros Tiburcio Díaz Carrasco;
- mayor de milicias Guillermo Ascanio;[6]
- mayor de milicias Antonio Contreras Martínez;

Comisarios
- Pedro Bono Piombo;
- Eduardo Belmonte Bravo;
- Manuel Piñero Bello, del PCE;[7]
- Nicolás Yuste Serra, del PCE;[8]
- Luis Rabojen Cos;
- Luis Adell Martinez, del PSUC

jefe de Estado Mayor
- capitán de Infantería Rosendo Piñeiroa Plaza;
- coronel Carlos Álvarez Alegría;
- capitán de carabineros José Vera Dávila;

## Orden de batalla
| Fecha               | Cuerpo de Ejército adscrito  | Brigadas Mixtas integradas | Frente de batalla |
| ------------------- | ---------------------------- | -------------------------- | ----------------- |
| Diciembre de 1936   | Cuerpo de Ejército de Madrid | 35.ª, 37.ª y 44.ª          | Centro            |
| Enero de 1937       | Cuerpo de Ejército de Madrid | 37.ª, 44.ª y 69.ª          | Centro            |
| 4 de abril de 1937  | VI Cuerpo de Ejército        | 37.ª y 44.ª                | Centro            |
| 30 de abril de 1938 | VI Cuerpo de Ejército        | 43.ª, 44.ª y 61.ª          | Centro            |
| 30 de mayo de 1938  | II Cuerpo de Ejército        | 44.ª, 111.ª y 112.ª        | Madrid            |
| Noviembre de 1938   | II Cuerpo de Ejército        | 44.ª y 111.ª               | Centro            |